# Бики, Антонио
Антонио Бики (итал. Antonio Bichi; 30 марта 1614, Сиена, Великое герцогство Тосканское — 21 февраля 1691, Озимо, Папская область) — итальянский куриальный кардинал и папский дипломат. Апостольский интернунций во Фландрии с 1 мая 1642 по 1 июня 1652. Епископ Монтальчино с 11 декабря 1652 по 6 марта 1656. Епископ Озимо с 6 марта 1656 по 21 февраля 1691. Апостольский легат в Урбино с 17 апреля 1662 по 7 марта 1667. Кардинал in pectore с 9 апреля 1657 по 10 ноября 1659. Кардинал-священник с 10 ноября 1659, с титулом церкви Сант-Агостино с 1 декабря 1659 по 14 ноября 1667. Кардинал-священник с титулом церкви Санта-Мария-дельи-Анджели-э-дей-Мартири с 14 ноября 1667 по 3 марта 1687. Кардинал-епископ Палестрина с 3 марта 1687 по 21 февраля 1691.